# Bernard Pineau
Pour les articles homonymes, voir Pineau.
Bernard Pineau (né le 30 juin 1954) est un coureur cycliste français, actif dans les années 1970 et 1980. Il fut l'un des meilleurs amateurs français durant cette période.

## Biographie
Bernard Pineau est issu d'une famille de cyclistes. Son père Jules est lui-même un ancien coureur cycliste, tout comme ses oncles Jacques et Paul.
Il a évolué au Guidon Agenais, à l'US Tonneins, à l'US Talence ainsi qu'au CC Marmande. En 1982 et 1983, il remporte la Palme d'or Merlin-Plage, qui désignait le meilleur coureur amateur en France. Resté amateur, il s'est toutefois distingué chez les professionnels en terminant deuxième du Tour du Limousin 1980,. Il a été sélectionné en équipe de France, notamment pour le Tour de l'Avenir ou les championnats du monde amateurs.
Après sa carrière sportive, il connait divers démêlés avec la justice française. En 2009, il écope d'une peine de six mois de prison ferme par le tribunal judiciaire de Pau pour vols aggravés. En 2013, il est condamné à deux ans de prison ferme par le tribunal correctionnel d'Agen dans une affaire d'escroquerie.

## Palmarès
| - 1974 - Boucles du Bas-Limousin - Grand Prix de Puy-l'Évêque - 1976 - Boucles du Bas-Limousin - Grand Prix de Puy-l'Évêque - 1978 - Prix Albert-Gagnet - 2e du Grand Prix Pierre-Pinel - 2e du Grand Prix de l'Équipe et du CV 19e - 3e de Paris-Mantes - 1979 - Tour de l'Yonne : - Classement général - Une étape - 2e du Tour du Béarn - 1980 - Grand Prix Récapet - Boucles du Tarn - 2e du championnat d'Aquitaine - 2e du Tour du Limousin - 2e de Paris-Dreux - 2e de la Palme d'or Merlin-Plage - 1981 - Ronde de l'Isard - Tour de Corrèze - Grand Prix de Puy-l'Évêque - 2e de la Flèche finistérienne - 3e de Bordeaux-Saintes - 3e de Troyes-Dijon - 3e du Tour du Béarn | - 1982 - Palme d'or Merlin-Plage - Boucles catalanes - Boucles du Tarn - Tour du Béarn : - Classement général - 2e étape (contre-la-montre par équipes) - Tour Toulouse-Pyrénées - 2e de la Flèche finistérienne - 2e du Tour d'Auvergne - 1983 - Palme d'or Merlin-Plage - Circuit du Morbihan - Grand Prix de la Tomate - Tour du Gévaudan - Grand Prix de Puy-l'Évêque - Paris-Épernay - 2e de la Ronde du Vélo d'or - 2e du Grand Prix des Fêtes de Coux-et-Bigaroque - 2e du Tour du Béarn - 2e du Grand Prix de Cours-la-Ville - 3e de la Ronde de l'Isard - 1984 - Paris-Bagnoles-de-l'Orne - 2e de La Pyrénéenne - 2e du Trophée de la Montagne bourbonnaise - 2e du Grand Prix de Puy-l'Évêque - 3e de la Ronde du Pays basque |  |